# Alexia Fast
Alexia Fast (12 de setembro de 1992) é uma atriz canadense. Ela começou sua carreira aos 7 anos de idade, quando ela escreveu, dirigiu e estrelou o curta-metragem, The Red Bridge que estreou no Atlantic and Reel to Reel Film Festivals de 2002. Obteve seu primeiro agente com 11 anos de idade e estrelou o filme Fido, da Lionsgate.
Fast nasceu em Vancouver, na Colúmbia Britânica. Com sete anos de idade, ela atuou e dirigiu The Red Bridge. Ela estrelou seu primeiro filme Fido com 11 anos de idade, quando recebeu o seu primeiro agente. Fast também desempenhou um papel em Hungry Hills e Repeaters, ambos os filmes estrelaram no Festival de Cinema de Toronto. Em 2012, apareceu no filme de ação Jack Reacher.
Alexia Fast ganhou dois Leo Awards, o primeiro de 2007, na categoria Melhor Performance Principal em um Longa-Metragem de Drama por seu papel em Past Tense, e em 2011 na categoria de Melhor Performance Coadjuvante por uma Atriz em um Longa-Metragem de Drama para Repeaters.